# SmartLynx Airlines Malta
SmartLynx Airlines Malta Ltd. ist eine maltesische Charterfluggesellschaft mit Sitz in Birkirkara und Basis auf dem Flughafen Malta. Sie ist eine Tochtergesellschaft der lettischen SmartLynx Airlines.

## Geschichte
SmartLynx Airlines Malta wurde am 24. Dezember 2018 gegründet. Am 15. April 2019 erteilte die maltesische Transportagentur das Air Operator Certificate (AOC) für SmartLynx Airlines Malta.
Im Winter 2024/2025 geriet SmartLynx in Schwierigkeiten, da mehrere wichtige Kundenverträge, unter anderem mit AJet, EAT Leipzig (DHL) und TUI verloren gingen. Als Konsequenz musste die Flottenplanung überarbeitet werden, sodass die Flotte deutlich verkleinert und sämtliche Boeing 737 MAX ausgeflottet werden.

## Dienstleistungen
SmartLynx Airlines Malta bietet wie ihr Mutterunternehmen ihre Flugzeuge im Ad-hoc-Charter und Wet-Lease für andere Fluggesellschaften an.

## Flotte
Mit Stand April 2025 besteht die Flotte der SmartLynx Airlines Malta aus 27 Flugzeugen mit einem durchschnittlichen Alter von 15,4 Jahren:
| Flugzeugtyp      | Anzahl | bestellt | Anmerkungen                                                            | Sitzplätze | Durchschnittsalter |
| ---------------- | ------ | -------- | ---------------------------------------------------------------------- | ---------- | ------------------ |
| Airbus A320-200  | 08     | 0        | zwei inaktiv; fünf betrieben für IndiGo, einer betrieben für Air Peace | 180        | 17,5 Jahre         |
| Airbus A321-200  | 02     | 0        | inaktiv                                                                | 220        | 22,6 Jahre         |
| Airbus A321P2F   | 07     | 1        | fünf inaktiv                                                           | -          | 22,6 Jahre         |
| Airbus A330-300  | 01     | 0        | inaktiv                                                                | 436        | 11,9 Jahre         |
| Boeing 737 MAX 8 | 09     | 0        | sechs inaktiv                                                          | 189        | 06,9 Jahre         |
| Gesamt           | 27     | 1        |                                                                        |            | 15,4 Jahre         |

## Kritik
SmartLynx wird zunehmend stärker für die Arbeitsbedingungen vor allem im Cockpit kritisiert. Bei der Mitgliederbefragung der European Cockpit Association zur Einstufung der Arbeitsbedingungen bei Piloten erreichte SmartLynx Airlines gerade einmal 15 von 100 möglichen Punkten und belegt damit in Europa den letzten Platz, deutlich hinter den ebenfalls stark kritisierten Fluggesellschaften Wizz Air, Ryanair oder Lauda Europe, welche zum Teil mehr als die doppelte Punktzahl erreichen. Besonders kritisiert wird neben niedrigen Gehältern, dass die Piloten über eine Agentur in Dubai angestellt werden, um die europäischen Arbeitsrechte zu umgehen und eine niedrige Planungsstabilität bei Dienstplänen.
SmartLynx gerät vor allem in den Sommersaisons immer wieder aufgrund hoher Verspätungen, stehengelassenem Gepäck und Flugausfällen in die Kritik.
Nachdem es zu massiven Beschwerden seitens der Fluggäste und Condor-Repräsentanten gekommen war, beendete die deutsche Fluggesellschaft im Januar 2023 bereits nach wenigen Wochen vorzeitig die Zusammenarbeit mit SmartLynx Airlines Malta auf der Langstrecke. SmartLynx hatte zu diesem Zeitpunkt mehrere Airbus A330-300 für Condor betrieben, um entstandene Lücken bei der Umflottung auf die Airbus A330neo zu schließen. Neben häufigen Verspätungen kam es zu großer Kritik am schlechten Zustand der Kabineneinrichtung aufgrund stark beschädigter Sitze und mangelnder Englisch-Kenntnisse der SmartLynx-Kabinenbesatzungen.
Im Winter 2024/2025 beendete AJet kurzfristig den Leasingvertrag von 19 SmartLynx-Flugzeugen, dies wurde mit der hohen Unzuverlässigkeit aufgrund von massiven technischen Problemen und Wartungsmängeln begründet.